# 黒ヰ乙姫団
黒ヰ乙姫団（クロイオトヒメダン）は、日本の劇団。

## 概要
- 松村秀美（俳優）を総長（主宰）、わたなべなおこ（演出家）を政所（制作）として、2002年に旗揚げしたカンパニー。
- 『劇団員』と呼ばれる固定メンバーを持たず、公演ごとに俳優を集める。
- ブラックなお笑い色の強いものを『決起集会』とし、そうではない公演を『緊急集会』とタイトルをつけている。

## 参加俳優
- 松村秀美 - 総長（主宰）脚本・演出を手掛ける。2008年までは邑城秀美で活動。

- 角田紗里
- 永吉ユカ（CROSS CALL）

- 市川梢
- 上杉美保子
- 江実なつこ
- 大西智子（あなざーわーくす）
- 上枝鞠生（Hula-Hooper）
- 吉祥美玲恵（出演時スターダス21）
- 中島美樹（ポかリン記憶舎）
- 高橋美貴（あなざーわーくす）
- 高木雅代（あなざーわーくす）
- 山像かおり（出演時文学座）
- 若山慎（出演時融合事務所）
- 水上由貴（鮫島ひかる）（元自己批判ショーメンバー）

## 参加演出家
- 松村秀美-主宰
- わたなべなおこ- 旗揚げメンバー。政所（制作）あなざーわーくす主宰。
- 森さゆ里-緊急集会枠のみ参加。（文学座）

## 集会（公演）
緊急集会枠
- 第一回緊急集会　「華々コーラ」　作・演出：松村秀美（阿佐ヶ谷名曲喫茶　ヴィオロン（2003）
- 第二回緊急集会　「美しい夜は　静かに踊り　うみに沈む」　演出：森さゆ里（文学座）　（2010）
- 第三回緊急集会　「私、うれしい」　作・鈴江俊郎　演出・森さゆ里（文学座）　（2010

決起集会枠
- 第一回決起集会　「わたしたち竜宮城を追われたの」　阿佐ヶ谷名曲喫茶　ヴィオロン　（2002）
- 第二回決起集会　「わたしたち人間の男に出逢ったの」阿佐ヶ谷名曲喫茶　ヴィオロン　（2003）
- 第三回決起集会　「わたしたちの黒ヰ学園生活」阿佐ヶ谷名曲喫茶　ヴィオロン　（2003）
- 第四回決起集会　「わたしたち町で飴玉をいただいたの」阿佐ヶ谷名曲喫茶　ヴィオロン　（2004）
- 第五回決起集会　「わたしたち鞭打たれても微笑むの」阿佐ヶ谷名曲喫茶　ヴィオロン　（2006）
- 第六回決起集会　「わたしたちは黒く残酷なマニア」　新宿ゴールデン街劇場　（2009）
- 第七回決起集会　「わたしたちの白梅事変」新宿ゴールデン街劇場　（2010）
- 第八回決起集会　「わたしたちお船に浮かんでどこまでも！」新宿ゴールデン街劇場　（2012）
- 第九回決起集会　「わたしたちはさまよえることりのように」新宿ゴールデン街劇場　（2012）
- 第十回決起集会　「わたしたちをわらわないでゆるさないで」新宿ゴールデン街劇場　（2013）
- 第十一回決起集会「わたしたちの真夏のオカルトプレハブハウス」ステージカフェ下北沢亭　（2014）
- 第十二回決起集会「わたしたち、ちょっと、こじらせちゃったの...」阿佐ヶ谷名曲喫茶　ヴィオロン　（2015）
- 第十三回決起集会「わたしたちは生きる、このすばらしきワケありの世界で。」新宿ゴールデン街劇場　（2016)
- 第十四回決起集会「わたしたちはいつもわらっていたい」阿佐ヶ谷名曲喫茶ヴィオロン（2019)
- 第十五回決起集会「わたしたちのともだちは、ダイヤモンドがお好き。」阿佐ヶ谷名曲喫茶ヴィオロン　（2019)